# Penniverpa bradleyi
Penniverpa bradleyi är en tvåvingeart som beskrevs av Webb 2008. Penniverpa bradleyi ingår i släktet Penniverpa och familjen stilettflugor. Inga underarter finns listade i Catalogue of Life.